# Campionati mondiali juniores di sci alpino 2013
I Campionati mondiali juniores di sci alpino 2013 si sono svolti in Canada, in Québec, dal 21 al 26 febbraio. Il programma ha incluso gare di discesa libera, supergigante, slalom gigante, slalom speciale e combinata, tutte sia maschili sia femminili, e una gara a squadre mista. A contendersi i titoli di campioni mondiali juniores sono stati i ragazzi e le ragazze nati tra il 1992 e il 1996.

## Risultati

### Uomini

#### Discesa libera
| Pos. | Atleta                  | Nazione     | Tempo   |
| ---- | ----------------------- | ----------- | ------- |
| 1    | Nils Mani               | Svizzera    | 1:30,95 |
| 2    | Thomas Mayrpeter        | Austria     | 1:31,14 |
| 3    | Valentin Giraud Moine   | Francia     | 1:31,34 |
| 4    | Aleksander Aamodt Kilde | Norvegia    | 1:32,17 |
| 5    | Bernhard Niederberger   | Svizzera    | 1:32,23 |
| 6    | Ralph Weber             | Svizzera    | 1:32,39 |
| 7    | Johannes Strolz         | Austria     | 1:32,42 |
| 8    | Endre Bjertness         | Norvegia    | 1:32,44 |
| 9    | Bryce Bennett           | Stati Uniti | 1:32,58 |
| 10   | Luca Aerni              | Svizzera    | 1:32,66 |

Data: 22 febbraio

Località: Le Massif

Ore: 11.00 (UTC-5)

Pista: La Charlevoix

Partenza: 721 m s.l.m.

Arrivo: 44 m s.l.m.

Lunghezza: 2 320 m

Dislivello: 677 m

Tracciatore: Dan Gallaugher (Canada)

#### Supergigante
| Pos. | Atleta                   | Nazione  | Tempo |
| ---- | ------------------------ | -------- | ----- |
| 1    | Thomas Mayrpeter         | Austria  | 58,49 |
| 2    | Nils Mani                | Svizzera | 58,57 |
| 3    | Adrian Smiseth Sejersted | Norvegia | 58,90 |
| 4    | Niklas Köck              | Austria  | 58,94 |
| 5    | Mario Karelly            | Austria  | 59,05 |
| 5    | Johannes Strolz          | Austria  | 59,05 |
| 7    | Gino Caviezel            | Svizzera | 59,09 |
| 8    | Valentin Giraud Moine    | Francia  | 59,15 |
| 9    | William St-Germain       | Canada   | 59,16 |
| 10   | Ralph Weber              | Svizzera | 59,27 |

Data: 24 febbraio

Località: Le Massif

Ore: 11.00 (UTC-5)

Pista: La Charlevoix

Partenza: 470 m s.l.m.

Arrivo: 44 m s.l.m.

Lunghezza: 1 400 m

Dislivello: 426 m

Tracciatore: Franz Heinzer (Svizzera)

#### Slalom gigante
| Pos. | Atleta                  | Nazione     | Tempo   |
| ---- | ----------------------- | ----------- | ------- |
| 1    | Aleksander Aamodt Kilde | Norvegia    | 2:20,75 |
| 2    | Alex Zingerle           | Italia      | 2:21,23 |
| 3    | Žan Kranjec             | Slovenia    | 2:21,50 |
| 4    | Henrik Kristoffersen    | Norvegia    | 2:21,69 |
| 5    | Daniel Meier            | Austria     | 2:22,10 |
| 6    | Valentin Giraud Moine   | Francia     | 2:22,12 |
| 6    | Ola Buer Johansen       | Norvegia    | 2:22,12 |
| 8    | Gino Caviezel           | Svizzera    | 2:22,15 |
| 9    | Manuel Feller           | Austria     | 2:22,40 |
| 10   | Maarten Meiners         | Paesi Bassi | 2:22,41 |

Data: 25 febbraio

Località: Mont-Sainte-Anne

1ª manche:

Ore: 11.00 (UTC-5)

Pista: Beauregard

Partenza: 665 m s.l.m.

Arrivo: 315 m s.l.m.

Dislivello: 350 m

Tracciatore: Jean-François Bélisle (Canada)
2ª manche:

Ore: 14.15 (UTC-5)

Pista: Beauregard

Partenza: 665 m s.l.m.

Arrivo: 315 m s.l.m.

Dislivello: 350 m

Tracciatore: Per Erik Vognild (Norvegia)

#### Slalom speciale
| Pos. | Atleta               | Nazione   | Tempo   |
| ---- | -------------------- | --------- | ------- |
| 1    | Manuel Feller        | Austria   | 1:59,40 |
| 2    | Ramon Zenhäusern     | Svizzera  | 2:00,16 |
| 3    | Santeri Paloniemi    | Finlandia | 2:00,57 |
| 4    | Luca Aerni           | Svizzera  | 2:00,60 |
| 5    | Henrik Kristoffersen | Norvegia  | 2:00,73 |
| 6    | Reto Schmidiger      | Svizzera  | 2:01,76 |
| 7    | Sebastian Holzmann   | Germania  | 2:01,99 |
| 8    | Endre Bjertness      | Norvegia  | 2:02,00 |
| 9    | Gino Caviezel        | Svizzera  | 2:03,24 |
| 10   | Alex Zingerle        | Italia    | 2:03,65 |

Data: 26 febbraio

Località: Mont-Sainte-Anne

1ª manche:

Ore: 10.00 (UTC-5)

Pista: Beauregard

Partenza: 515 m s.l.m.

Arrivo: 315 m s.l.m.

Dislivello: 200 m

Tracciatore: Ian Lochhead (Stati Uniti)
2ª manche:

Ore: 13.00 (UTC-5)

Pista: Beauregard

Partenza: 515 m s.l.m.

Arrivo: 315 m s.l.m.

Dislivello: 200 m

Tracciatore: Jukka Leino (Finlandia)

#### Combinata
| Pos. | Atleta               | Nazione     |
| ---- | -------------------- | ----------- |
| 1    | Henrik Kristoffersen | Norvegia    |
| 2    | Gino Caviezel        | Svizzera    |
| 3    | Endre Bjertness      | Norvegia    |
| 4    | Johannes Strolz      | Austria     |
| 5    | Alex Zingerle        | Italia      |
| 6    | Pavel Trichičev      | Russia      |
| 7    | Bryce Bennett        | Stati Uniti |
| 8    | Kristaps Zvejnieks   | Lettonia    |
| 9    | Andreas Žampa        | Slovacchia  |
| 10   | Jakub Kłusak         | Polonia     |

Data: 22-26 febbraio

Località: Le Massif, Mont-Sainte-Anne

### Donne

#### Discesa libera
| Pos. | Atleta                | Nazione     | Tempo   |
| ---- | --------------------- | ----------- | ------- |
| 1    | Jennifer Piot         | Francia     | 1:11,18 |
| 2    | Stephanie Venier      | Austria     | 1:11,22 |
| 3    | Romane Miradoli       | Francia     | 1:11,42 |
| 4    | Jasmine Flury         | Svizzera    | 1:11,50 |
| 5    | Maria Therese Tviberg | Norvegia    | 1:11,56 |
| 6    | Marta Bassino         | Italia      | 1:11,65 |
| 7    | Priska Nufer          | Svizzera    | 1:11,69 |
| 8    | Anastasija Kedrina    | Russia      | 1:11,70 |
| 9    | Jacqueline Wiles      | Stati Uniti | 1:11,74 |
| 10   | Cornelia Hütter       | Austria     | 1:11,77 |

Data: 26 febbraio

Località: Le Massif

Ore: 10.15 (UTC-5)

Pista: La Charlevoix

Partenza: 600 m s.l.m.

Arrivo: 44 m s.l.m.

Lunghezza: 1 790 m

Dislivello: 556 m

Tracciatore: Roland Assinger (Austria)

#### Supergigante
| Pos. | Atleta              | Nazione     | Tempo   |
| ---- | ------------------- | ----------- | ------- |
| 1    | Stephanie Venier    | Austria     | 1:00,89 |
| 2    | Corinne Suter       | Svizzera    | 1:01,69 |
| 3    | Rosina Schneeberger | Austria     | 1:01,80 |
| 4    | Romane Miradoli     | Francia     | 1:01,93 |
| 5    | Ragnhild Mowinckel  | Norvegia    | 1:02,07 |
| 6    | Katie Ryan          | Stati Uniti | 1:02,14 |
| 7    | Patrizia Dorsch     | Germania    | 1:02,17 |
| 8    | Jasmine Flury       | Svizzera    | 1:02,20 |
| 9    | Julia Roth          | Canada      | 1:02,41 |
| 10   | Jennifer Piot       | Francia     | 1:02,51 |

Data: 24 febbraio

Località: Le Massif

Ore: 13.00 (UTC-5)

Pista: La Charlevoix

Partenza: 470 m s.l.m.

Arrivo: 44 m s.l.m.

Lunghezza: 1 400 m

Dislivello: 426 m

Tracciatore: Roland Assinger (Austria)

#### Slalom gigante
| Pos. | Atleta                  | Nazione    | Tempo   |
| ---- | ----------------------- | ---------- | ------- |
| 1    | Lisa-Maria Zeller       | Austria    | 2:22,23 |
| 2    | Ragnhild Mowinckel      | Norvegia   | 2:22,37 |
| 3    | Romane Miradoli         | Francia    | 2:22,85 |
| 4    | Adeline Baud            | Francia    | 2:23,13 |
| 5    | Maryna Gąsienica-Daniel | Polonia    | 2:23,53 |
| 6    | Jasmina Suter           | Svizzera   | 2:23,67 |
| 7    | Kateřina Pauláthová     | Rep. Ceca  | 2:23,80 |
| 8    | Petra Vlhová            | Slovacchia | 2:24,14 |
| 9    | Barbara Kantorová       | Slovacchia | 2:24,15 |
| 10   | Simona Hösl             | Germania   | 2:24,20 |

Data: 22 febbraio

Località: Mont-Sainte-Anne

1ª manche:

Ore: 10.45 (UTC-5)

Pista: Beauregard

Partenza: 665 m s.l.m.

Arrivo: 315 m s.l.m.

Dislivello: 350 m

Tracciatore: Lionel Pellicier (Francia)
2ª manche:

Ore: 14.15 (UTC-5)

Pista: Beauregard

Partenza: 665 m s.l.m.

Arrivo: 315 m s.l.m.

Dislivello: 350 m

Tracciatore: Alberto Ghezze (Italia)

#### Slalom speciale
| Pos. | Atleta                | Nazione    | Tempo   |
| ---- | --------------------- | ---------- | ------- |
| 1    | Magdalena Fjällström  | Svezia     | 1:52,10 |
| 2    | Michelle Gisin        | Svizzera   | 1:52,54 |
| 3    | Adeline Baud          | Francia    | 1:52,64 |
| 4    | Petra Vlhová          | Slovacchia | 1:52,86 |
| 5    | Nathalie Eklund       | Svezia     | 1:52,91 |
| 6    | Andrea Filser         | Germania   | 1:53,10 |
| 7    | Wendy Holdener        | Svizzera   | 1:53,35 |
| 8    | Maria Therese Tviberg | Norvegia   | 1:53,84 |
| 9    | Rosina Schneeberger   | Austria    | 1:54,32 |
| 10   | Ragnhild Mowinckel    | Norvegia   | 1:54,56 |

Data: 21 febbraio

Località: Mont-Sainte-Anne

1ª manche:

Ore: 10.00 (UTC-5)

Pista: Beauregard

Partenza: 510 m s.l.m.

Arrivo: 315 m s.l.m.

Dislivello: 195 m

Tracciatore: Matias Eriksson (Svezia)
2ª manche:

Ore: 13.00 (UTC-5)

Pista: Beauregard

Partenza: 510 m s.l.m.

Arrivo: 315 m s.l.m.

Dislivello: 195 m

Tracciatore: Tobias Lux (Germania)

#### Combinata
| Pos. | Atleta                | Nazione     |
| ---- | --------------------- | ----------- |
| 1    | Ragnhild Mowinckel    | Norvegia    |
| 2    | Maria Therese Tviberg | Norvegia    |
| 3    | Adeline Baud          | Francia     |
| 4    | Magdalena Fjällström  | Svezia      |
| 5    | Andrea Filser         | Germania    |
| 6    | Rosina Schneeberger   | Austria     |
| 7    | Mirjam Puchner        | Austria     |
| 8    | Jacqueline Wiles      | Stati Uniti |

Data: 21-26 febbraio

Località: Le Massif, Mont-Sainte-Anne

### Misto

#### Gara a squadre
| Pos. | Nazione  | Atleti                                                                   |
| ---- | -------- | ------------------------------------------------------------------------ |
| 1    | Svezia   | Nathalie Eklund Charlotta Säfvenberg Max-Gordon Sundquist Daniel Steding |
| 2    | Svizzera | Wendy Holdener Rahel Kopp Luca Aerni Bernhard Niederberger               |
| 3    | Canada   | Tianda Carroll Mikaela Tommy Trevor Philp Ford Swette                    |

Data: 23 febbraio

Località: Mont-Sainte-Anne

Ore: 

Pista: 

Partenza: 

Arrivo: 

Dislivello: 

Tracciatore: 

## Medagliere per nazioni
| Pos.   | Nazione   | Oro | Argento | Bronzo | Totale |
| ------ | --------- | --- | ------- | ------ | ------ |
| 1      | Austria   | 4   | 2       | 1      | 7      |
| 2      | Norvegia  | 3   | 2       | 3      | 7      |
| 3      | Svezia    | 2   | 0       | 0      | 2      |
| 4      | Svizzera  | 1   | 6       | 0      | 7      |
| 5      | Francia   | 1   | 0       | 5      | 6      |
| 6      | Italia    | 0   | 1       | 0      | 1      |
| 7      | Canada    | 0   | 0       | 1      | 1      |
| 7      | Finlandia | 0   | 0       | 1      | 1      |
| 7      | Slovenia  | 0   | 0       | 1      | 1      |
| Totale | Totale    | 11  | 11      | 11     | 33     |